# Guyana
Guyana (oficialment: Co-operative Republic of Guyana) és una república de la costa septentrional de l'Amèrica del Sud. Constitueix la part occidental de l'extensa regió de la Guaiana i limita amb Surinam a l'est, amb el Brasil al sud i a l'oest, amb Veneçuela a l'oest i amb l'oceà Atlàntic al nord. Hi ha una disputa de fronteres amb Veneçuela (el territori conegut com la Guaiana Essequiba), igual com passa amb la major part de la frontera sud amb Surinam (al curs alt del riu Courantyne). Culturalment, Guyana s'associa principalment amb els països caribenys de parla anglesa, com Jamaica o Trinitat i Tobago. És l'únic estat situat en el subcontinent sud-americà que pertany a la Commonwealth.
A causa de la petita població de Guyana i d'uns 11.000 milions de barrils en reserves de petroli, l'any 2030 Guyana es classifica com el quart PIB per capita més alt a Amèrica després dels Estats Units, i el Canadà.

## Etimologia
El nom "Guyana" deriva de Guaiana, un nom anterior per a una regió més gran que incloïa les àrees que ara s'anomenen Guyana (Guaiana Britànica), Surinam (Guaiana Holandesa), Guaiana Francesa, la Regió de Guayana a Veneçuela (Guaiana espanyola) i Amapá a Brasil (Guaiana Portuguesa). Segons l'Oxford English Dictionary, el nom "Guyana" prové d'una llengua indígena ameríndia i significa «terres de moltes aigües». La paraula cooperativa en el nom oficial es refereix al socialisme cooperatiu.

## Història
Els primers europeus que es van establir al territori, poblat per tribus ameríndies (arauacs i caribs), foren els holandesos, que hi van establir tres colònies: Essequibo (1616), Berbice (1627) i Demerara (1752). En van assumir el control els britànics al final del segle xviii, i finalment les tres colònies van esdevenir la Guaiana Britànica el 1831.
L'abolició de l'esclavitud el 1834 va comportar l'establiment de població negra a les àrees urbanes i la importació de treballadors de l'Índia, la Xina i Portugal per treballar a les plantacions de sucre. Aquesta divisió ètnica i cultural ha persistit i ha ocasionat turbulències polítiques en diverses ocasions. En un intent d'unir les seves colònies del Carib, Gran Bretanya va establir la Federació de les Índies Occidentals el 1958. La federació es va esfondrar arran de la pèrdua dels seus dos membres més grans, Jamaica i l'Illa de Trinitat, que van aconseguir la independència el 1962; Trinitat va formar una unió amb Tobago per convertir-se en l'estat de Trinitat i Tobago. Les illes del Carib oriental, així com les Bahames, van obtenir la independència les dècades de 1960, 1970 i 1980. Guyana va aconseguir la independència el 1966. i va esdevenir una república dins la Commonwealth el 1970.
Després del descobriment de reserves de petroli a Guaiana Essequiba el 2015, la disputa territorial sobre la regió entre Veneçuela i Guyana va augmentar. El 3 de desembre de 2023 es va celebrar a Veneçuela un referèndum no vinculant sobre l'annexió del territori a Veneçuela.

## Geografia

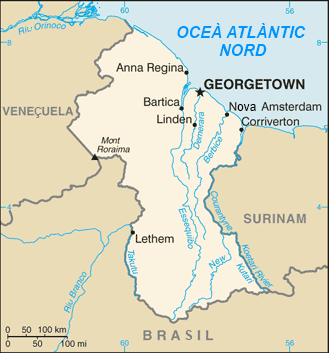
Mapa de Guyana.

En els prop de 215.000 km² s'hi distingeixen tres regions: una faixa costanera atlàntica estreta i pantanosa; la regió sorrenca adjacent, de bosc tropical i que conté la major part dels jaciments minerals de la Guyana, i finalment les terres altes de l'interior, formades principalment per sabanes i muntanyes, la més elevada de les quals és el mont Roraima (2.835 m). Els rius principals són l'Essequibo, el Demerara, el Courantyne i el Berbice.
Té un clima tropical, generalment càlid i humit, tot i que moderat a la costa pels vents del nord-est. Hi ha dues estacions plujoses: la primera de maig a mitjan agost, i la segona de mitjan novembre a mitjan gener.
La faixa costanera, amb uns 430 km de costa atlàntica, que s'estén des del riu Courantyne, a l'est, fins a la frontera veneçolana, al nord-oest, ocupa un 5% del territori de l'estat. Es tracta d'una franja estreta d'entre 5 i 6 quilòmetres d'amplada (normalment), la qual és formada en gran part de sediments arrossegats al mar pel Riu Amazones, que es dipositen a les costes guyaneses pels corrents oceànics que els transporten cap al nord. Aquests sediments són de gran qualitat i fèrtils, presentant superposicions de blanques sorres i argiles formades per l'erosió de la roca de l'interior i portada cap al mar pels rius de Guyana. Donat que durant la marea alta part d'aquesta faixa s'inunda s'han esmerçat força recursos per tal de crear dics i drenar aquesta àrea.
Una línia de pantans forma una barrera entre els turons de sorra blanca de l'interior i la plana costanera. Aquests pantans es van formar quan es construïren una sèrie de preses per tal de controlar els efectes dels diferents rius en les terres de cultiu costaneres.
El cinturó de terres sorrenques es troba al sud de la zona costanera. Aquesta àrea és de 150 i 250 quilòmetres d'ample i consta de petits turons de sorra intercalats amb afloraments rocosos. Les arenes blanques fan de suport d'un bosc de fusta densa, tot i que no són prou riques com per a suportar conreus, donada la seva composició la desforestació d'aquesta zona provocaria una erosió ràpida i greu. La majoria de les reserves minerals de Guyana, com la bauxita, l'or i els diamants es troben en aquesta regió.
La major de les tres regions geogràfiques de Guyana és la que formen les terres altes de l'interior, una sèrie d'altiplans, muntanyes i sabanes, que s'estenen des del cinturó de sorra blanca fins a les fronteres meridionals del país. Les muntanyes Pakaraima dominen la part occidental d'aquestes. En aquesta regió es troben algunes de les més antigues roques sedimentàries de l'hemisferi occidental. El Mont Roraima, a la frontera amb Veneçuela, forma part d'aquesta serralada i amb 2.762 metres d'altitud és el pic més alt de Guyana. Més al sud es troba l'altiplà de Kaieteur, una àmplia zona rocosa d'uns 600 metres d'altura, els 1.000 metres d'altitud de la serralada Kanuku, i les muntanyes baixes d'Acarai situades a la frontera sud amb el Brasil.
Gran part de les terres altes de l'interior són pastures. La Sabana de Rupununi abasta uns 15.000 quilòmetres quadrats al sud de Guyana n'és la de major extensió i s'estén als estats veïns de Veneçuela i Brasil. La part a Guyana està dividida per la serralada de Kanuku. L'escassa herba de la sabana generalment sols pot suportat el pasturatge, tot i que grups amerindis cultiven algunes àrees al llarg del riu Rupununi i en les estriacions de les muntanyes de Kanuku.

### Hidrografia

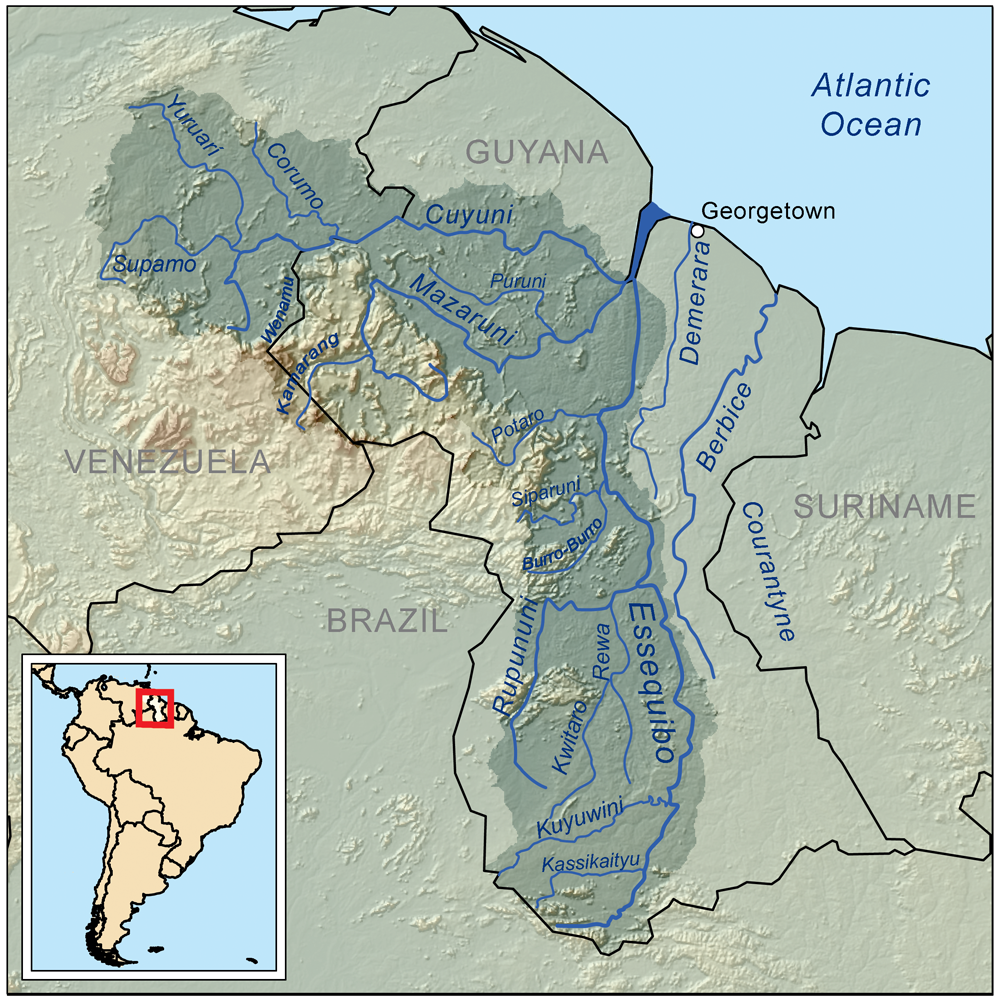
Mapa del sistema del riu Essequibo

Tal com ens indica l'etimologia del seu nom Guyana és un país ric en aigua. Nombrosos rius flueixen cap a l'oceà Atlàntic, generalment en direcció cap al nord. Un nombre de rius a la part occidental del país, però, flueixen en direcció est cap al riu Essequibo, desembocant en l'altiplà Kaieteur. El riu Essequibo és el riu més important, s'estén des de la frontera amb el Brasil al sud fins al delta occidental de Georgetown. Els rius de la zona l'est de Guyana flueixen a través de la zona costanera, fet que dificulta les comunicacions d'est a oest i cap a l'interior.
Així mateix són presents un gran nombre de cascades, fet que limitat el transport per riu. Algunes de les cascades són espectaculars com, per exemple, les Cascades Kaieteur al riu Potaro amb una caiguda de 226 metres.

### Clima
Situat a prop de l'Equador, la Guyana té un clima tropical, i les temperatures no varien molt durant tot l'any. Hi ha dues estacions plujoses: de desembre a principi de febrer i de final d'abril cap a mitjan d'agost.
Tot i que les temperatures no són excessivament altes, la combinació de calor i humitat augmenta la sensació de calor. Tota la zona està sota la influència dels vents alisis del nord-est. A la costa de migdia a la tarda la brisa de mar sol disminuir aquesta sensació. La Guyana és al sud de la ruta dels huracans del Carib i no es té coneixement de cap que hagi afectat el país.
La temperatura a Georgetown és força constant, amb una mitjana de màximes de 32 °C i una mitjana de mínimes de 24 °C, al juliol, el mes més calorós, i amb una mitjana de 29 °C a 23 °C al febrer, el mes més fred. La temperatura més alta mai registrada a la capital va ser de 37,2 °C i la mínima 16,6 °C. La mitjana d'humitat és del 70 per cent tot l'any. A l'interior, lluny de la influència moderadora de l'oceà, es registren variacions lleugerament més amplies en la temperatura diària, amb temperatures mínimes de 12 °C.
Les precipitacions són més intenses al nord-oest, i més dèbils al sud-est i l'interior. Les mitjanes anuals a la costa prop de la frontera amb Veneçuela són de prop de 250 centímetres, més a l'est a Nova Amsterdam són de 200 centímetres i 150 centímetres a Guyana al sud (a la sabana Rupununi). En àrees muntanyoses de la part nord-est, sota la influència dels vents alisis, arriben a recollir fins a 350 mil·límetres de precipitació anual. Tot i que plou al llarg de l'any, al voltant de la meitat es produeix durant l'estació de les pluges d'estiu, que s'estén de maig a final de juliol a la costa i d'abril fins a setembre a l'interior. Les zones costaneres tenen una segona temporada de pluges de novembre a gener. Les precipitacions se solen donar en forma de fortes pluges a la tarda. Els dies ennuvolats són rars; la majoria dels dies el sol brilla unes vuit hores.

## Govern i política

### Divisió administrativa

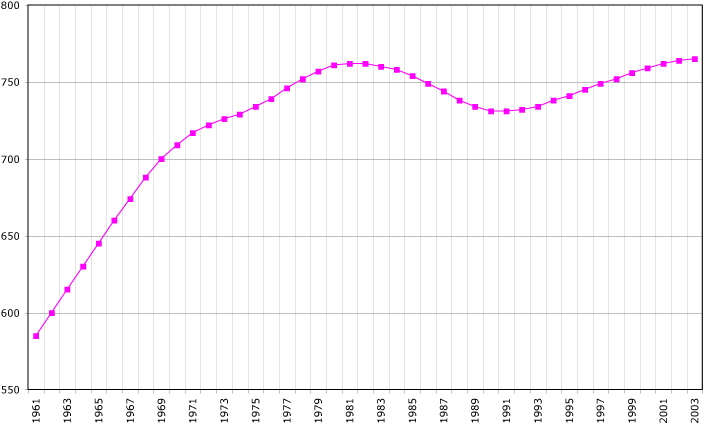
Evolució demogràfica a Guyana

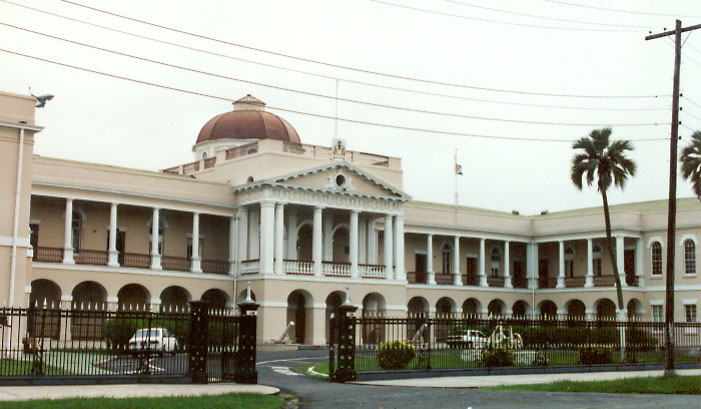
Edifici del Parlament a Georgetown

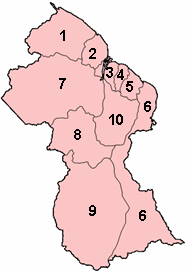
Regions de Guyana

Guyana es dividia administrativament en deu regions:
| No | Regió                           | Area km² | Població | Densitat hab/km² |
| -- | ------------------------------- | -------- | -------- | ---------------- |
| 1  | Barima-Waini                    | 20.339   | 24.275   | 1,2              |
| 2  | Pomeroon-Supenaam               | 6.195    | 49.253   | 8,0              |
| 3  | Essequibo Islands-West Demerara | 2.232    | 103.061  | 46,2             |
| 4  | Demerara-Mahaica                | 1.843    | 310.320  | 168,4            |
| 5  | Mahaica-Berbice                 | 3.755    | 52.428   | 14,0             |
| 6  | East Berbice-Corentyne          | 36.234   | 123.695  | 3,4              |
| 7  | Cuyuni-Mazaruni                 | 47.213   | 17.597   | 0,3              |
| 8  | Potaro-Siparuni                 | 20.051   | 10.095   | 0,5              |
| 9  | Upper Takutu-Upper Essequibo    | 57.750   | 19.387   | 1,3              |
| 10 | Upper Demerara-Berbice          | 19.387   | 41.112   | 2,1              |
|    | Guyana                          | 214.999  | 751.223  | 3,49             |

Aquestes regions estan dividides en 27 neighbourhood councils.

## Relacions internacionals i regionals

### Conflictes de límits

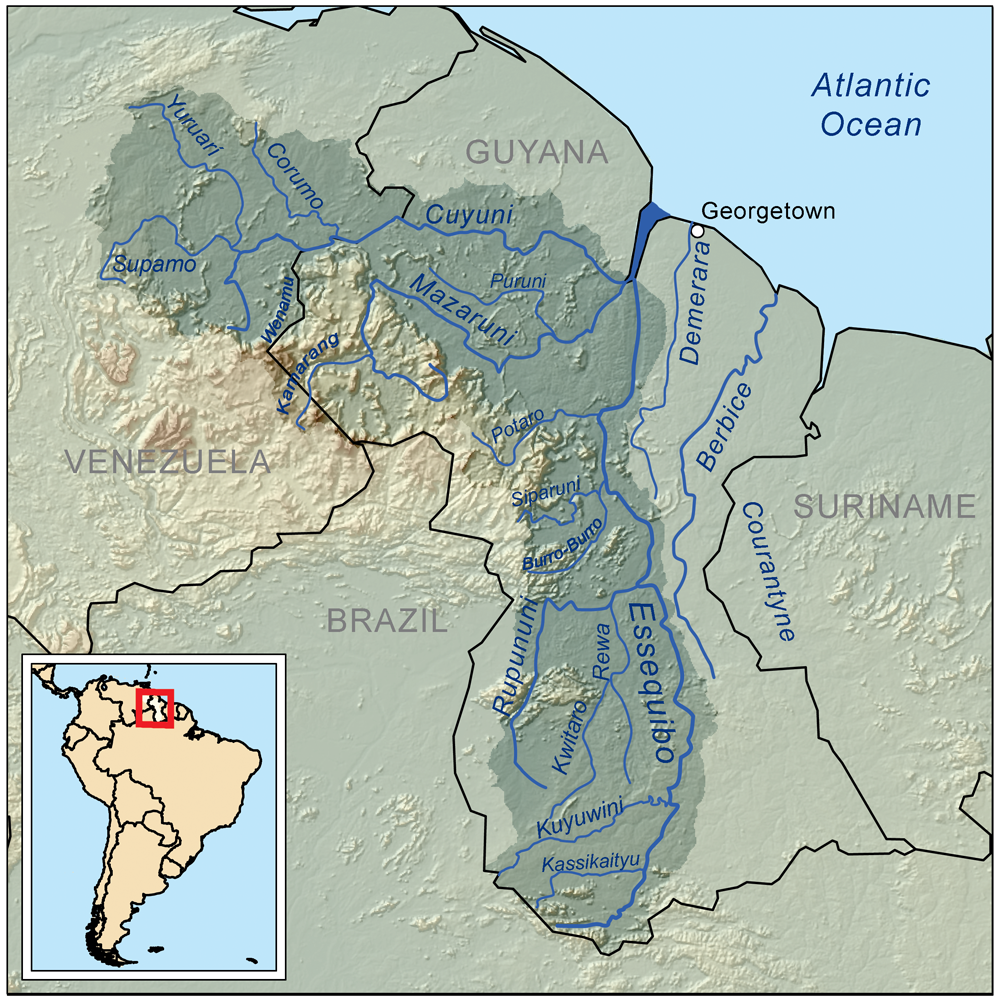
Mapa de Guyana, que mostra el riu Essequibo i (ombrejat fosc) la conca hidrogràfica del riu. Veneçuela reclama territori fins a la riba occidental del riu. La reivindicació històrica del Regne Unit va incloure la conca fluvial fins a l'actual Veneçuela.

Guyana té disputes frontereres tant amb Surinam, que reclama l'àrea a l'est de la riba esquerra del riu Corentyne i el riu New al sud-oest de Surinam, com amb Veneçuela que reclama la terra a l'oest del riu Essequibo, una vegada la colònia holandesa d'Essequibo com a part de la Guaiana Essequiba de Veneçuela. El component marítim de la disputa territorial amb Surinam va ser arbitrat per la Convenció de les Nacions Unides sobre el Dret del Mar, i es va anunciar una decisió el 21 de setembre de 2007. La sentència relativa al mar Carib al nord d'ambdues nacions va trobar que ambdues parts van violar les obligacions del tractat i es van negar a ordenar cap compensació a cap de les parts.
Quan els britànics van explorar la Guaiana Britànica el 1840, van incloure tota la conca del riu Cuyuni dins de la colònia. Veneçuela no estava d'acord amb això, ja que reclamava totes les terres a l'oest del riu Essequibo. El 1898, a petició de Veneçuela, es va convocar un tribunal d'arbitratge internacional, i el 1899 el tribunal va emetre un laude que donava al voltant del 94% del territori en disputa a la Guaiana Britànica. L'arbitratge va ser conclòs, resolt i acceptat en el dret internacional tant per Veneçuela com pel Regne Unit. Veneçuela va tornar a plantejar la reivindicació resolta, durant el període de la guerra freda dels anys 60 i durant el període d'independència de Guyana. Aquesta qüestió és ara regida pel Tractat de Ginebra de 1966, que va ser signat pels governs de Guyana, del Regne Unit i de Veneçuela, i Veneçuela continua reivindicant Guaiana Essequiba. Veneçuela anomena aquesta regió "Zona en Reclamación" (Zona de Reclamació) i els mapes veneçolans del territori nacional la inclouen rutinàriament, dibuixant-la amb línies discontínues.

Àrees en disputa de Guyana amb Veneçuela (vermell) i Surinam (groc)

Les petites àrees específiques en disputa que involucren Guyana són l'illa d'Ankoko amb Veneçuela; Riu Corentyne amb Surinam; i Tigri Area o New River Triangle amb Surinam. El 1967 es va trobar un equip d'enquesta de Suriname al New River Triangle i va ser eliminat per la força. L'agost de 1969, una patrulla de la Força de Defensa de Guyana va trobar un camp de prospecció i una pista d'aterratge parcialment completada dins del triangle, i va documentar proves de la intenció surinamesa d'ocupar tota l'àrea en disputa. Després d'un intercanvi de trets, els surinamesos van ser expulsats del triangle.

### L'Organització dels Estats Americans (OEA)
Guyana va entrar a l'Organització dels Estats Americans el 1991.

### Cimeres de líders indígenes d'Amèrica (ILSA)
Com que Guyana té molts grups d'indígenes i donada la ubicació geogràfica del país, les contribucions dels guyanesos a l'OEA respecte als indígenes poden ser significatives.
La posició de l'OEA respecte als indígenes es va desenvolupar al llarg dels anys. «L'OEA ha donat suport i ha participat en l'organització de les Cimeres de Líders Indígenes d'Amèrica (ILSA)»"
El Projecte de Declaració Americana dels Drets de les Persones Indígenes sembla ser un document de treball

### Acords que afecten les relacions financeres

#### Tractat d'alleujament de la doble imposició (CARICOM) de 1994
En una reunió de la CARICOM, els representants de Trinitat i Tobago i Guyana van signar, respectivament, el Tractat de Doble Imposició (CARICOM) de 1994 el 19 d'agost de 1994.
Aquest tractat cobria impostos, residència, jurisdiccions fiscals, guanys de capital, beneficis empresarials, interessos, dividends, drets d'autor i altres àrees.

#### FATCA
El 30 de juny de 2014, Guyana va signar un acord Model 1 amb els Estats Units d'Amèrica en relació amb la Llei de compliment fiscal de comptes estrangers (FATCA). Aquest acord del model 1 inclou una referència a l'acord d'intercanvi d'informació fiscal (clàusula 3) que es va signar el 22 de juliol de 1992 a Georgetown, Guyana amb la intenció d'intercanviar informació fiscal de manera automàtica.

## Economia de Guyana
L'economia de Guyana va exhibir un moderat creixement econòmic entre 2001 i 2007, basat en l'expansió dels sectors agrícola i mineria, l'expansió dels negocis, una taxa d'interès més realista, un control més intens de la inflació i el suport continuat d'organitzacions internacionals. L'economia es va recuperar després de les inundacions de 2005. Els problemes crònics inclouen l'escassedat de treballadors especialitzats i una infraestructura deficient.

## Himne nacional
Dear Land of Guyana és l'himne nacional de la república, seleccionada entre diverses participants el 1966, sent el seu text obra de Archibald Leonard Luker i la música composició de Robert Cyril Gladstone Potter.